# Strepsitaurus ningaloo
Strepsitaurus ningaloo är en snäckart som beskrevs av Alan Solem 1997. Strepsitaurus ningaloo ingår i släktet Strepsitaurus och familjen Camaenidae. Inga underarter finns listade i Catalogue of Life.